# واجارگاه
واجارگاه (به گیلکی: وَجَئرگِه) یکی از شهرهای شرقی استان گیلان در شمال ایران است. این شهر در منتهی‌الیه شرق گیلان با جمعیت ۴٬۵۲۲ نفر (برآورد ۱۳۹۰خ) در بخش کلاچای شهرستان رودسر قرار دارد.
واجارگاه دارای باغهای بسیار چای و مرکبات می‌باشد.
در سال ۱۳۹۱ دانشکده فنی و مهندسی شرق گیلان به واجارگاه اختصاص یافت و ساختمان کنونی دانشگاه در شیدا واجارگاه قرار دارد.
مردم واجارگاه گیلک هستند و به زبان گیلکی سخن می‌گویند.

## معنی کلمه واجارگاه
دربارهٔ معنی کلمه واجارگاه و منشأ آن نقل قول‌های زیادی شده‌است. مثلاً اگر واجارگاه را به صورت وا+جار+گاه در نظر بگیریم: «وا» یعنی دوباره از هم جدا شدن و بازکردن، «جار» یعنی دوباره گویا کردن موضوع و آواز دادن، تکرار کردن، «گاه» یعنی وقت، مکان؛ که در مجموع می‌شود بازگو کردن صدا در مکانی بنابراین واجارگاه یعنی بازتاب صدا و بازتاب صدا به منشأ اولیه.
اما به گونه دیگر هم معنای آن را نقل کرده‌اند به این صورت که: واج یعنی کلمه، سخن، گفتار، واجار به معنی بازار- سوق، گاه هم به معنی زمان- وقت- مکان، در مجموع به معنی بازار- جای بازار

## تاریخچه
واجارگاه در گذشته روستایی بوده‌است از توابع سیاهکل و دیلمان و امروزه از توابع اتاق ور لنگرود، بالاتر از روستای لیل و روستای خرما با جمعیتی بالغ بر ۱۰ الی ۲۰ خانوار که در درون جنگل‌های سرسبز این خطه زندگی می‌کردند. شغل اصلی آن‌ها دامداری بوده و از این طریق مایحتاج خود را تأمین می‌کردند. پس از مدتی چند خانواده از آن‌ها کمی پایین‌تر از محل اولیه خود به منظور کار کشاورزی سکنی گزیدند و واجارگاه به دو بخش جور واجارگاه (بالا واجارگاه) و جیر واجارگاه (پایین واجارگاه) تقسیم شد که ساکنان جور واجارگاه دامداری و ساکنان جیر واجارگاه به کشاورزی مشغول بودند.
جور واجارگاه از ۱۰الی ۲۰ خانوار و جیر واجارگاه از ۲الی ۷ خانوار تشکیل شده بودند. پس از مدتی افراد یکی از خانواده‌ها که شامل ۴برادر ویک خواهر بودند از این محل کوچ کرده
و جهت پیدا کردن زمین‌های جدید و نزدیکتر به‌آبادی و شهر، به قسمت‌های شرقی تر استان گیلان مهاجرت کردند. این خانواده در بخش کلاچای زمین‌هایی خریداری کرده و در این زمین‌های جدید ساکن شدند. آن‌ها نام محل جدید خود را هم به یاد سرزمین اصلی خود واجارگاه نهادند که برگه خرید زمین به عنوان اولین سند به نام واجارگاه ثبت شده‌است.
این ۴برادر و یک خواهر هرکدام در قسمتی از زمین‌های خریداری شده ساکن شدند که به رسم خود آن‌ها را به ۵ محل نامگذاری کردند. نام این ۵ محل شامل: ۱- جور سره ۲- مین سره ۳- جیر سره ۴- اون دیم سره ۵- امیرعلی سره می‌باشد.
این خانواده اولین ساکنان واجارگاه جدید بودند که به مرور زمان به دلیل خاک حاصلخیز این منطقه «واجارگاه» به مکان جدید برای کشت و کار و فعالیت‌های کشاورزی تبدیل شد و روز به روز بر جمعیت آن افزوده گردید و کم‌کم به صورت یک جمعیت متمرکز و شهر مانند تبدیل شد. ساکنان قسمت‌های جدید که در زمین‌های وسیع واجارگاه پراکنده شده بودند تشکیل محله‌هایی برای خود دادند که این محله‌ها امروزه با نام‌های بندبن – سلیم سرا- باغدشت- گاوماست و… شناخته می‌شوند.
در سال ۱۳۴۴ ه‍.ش شهرداری واجارگاه تأسیس شد. اولین کارخانه چای در ۱۳۳۱ تأسیس شد. اولین مدرسه شهر واجارگاه در سال ۱۳۲۸ در ساختمان مرحوم حاج علی اکبرپورامیرواجارگاه تأسیس شد.
هم‌اکنون واجارگاه تقریباً ۱٬۵۶۳ خانوار و بالغ بر ۴٬۵۳۷ نفر جمعیت دارد.

## کارخانه‌های چای‌سازی
واجارگاه یکی از بزرگترین مراکز اشتغال و اقتصادی در بخش کلاچای و شرق گیلان بوده و بزرگترین مرکز کارخانه‌های چای به حساب می‌آید. کارخانه‌های چای‌سازی واجارگاه از سال‌های ۱۳۳۱تا ۱۳۳۳ تأسیس شده‌اند. در زمانی که تجار بزرگ چای برای اخذ مجوز واردات چای خارجی به دولت وقت مراجعه نمودند، دولت شرط واردات را تولید چای داخلی معادل حجم واردات اعلام کرد که این امر زمینه ساز ساخت کارخانجات چای بنام همان تجار معروف کردید. بجز خانواده کهنسال سایر کارخانجات توسط تجار غیر بومی تاسیس گردیده است که عبارت اند از
- کارخانه چای‌سازی شرکت (گرجی) که قدیمی‌ترین آن‌ها محسوب می‌شود.
- کارخانه چای‌سازی پناهی
- کارخانه چای‌سازی کهنسال
- کارخانه چای‌سازی قندهاری
- کارخانه چای‌سازی شمس(بهار برگ فعلی)
- کارخانه چای‌سازی امامی
- کارخانه چای‌سازی ضیا هاشمی(روحی پور فعلی)